# Brimstone Peak (Südliche Shetlandinseln)
Der Brimstone Peak (englisch für Schwefelspitze; in Argentinien Pico Amarillo, spanisch für Gelbe Spitze) ist ein markanter und 120 m hoher Berg im Nordosten von King George Island im Archipel der Südlichen Shetlandinseln. Er ragt aus der felsigen Landspitze zwischen der Venus Bay und der Emerald Cove auf.
Der Name North Foreland, den der britische Robbenfängerkapitän George Powell (1794–1824) auf einer Karte aus dem Jahr 1822 für den Berg verwendet, ist inzwischen für die benachbarte Landspitze North Foreland etabliert. Den jetzigen deskriptiven Namen erhielt der Berg durch Teilnehmer der britischen Discovery Investigations im Jahr 1937 aufgrund der gelben Färbung seines Gesteins.